# Loi relative au droit d'auteur et aux droits voisins dans la société de l'information
Lire en ligne

Lire sur Légifrance

La loi relative au droit d’auteur et aux droits voisins dans la société de l’information, dite loi DADVSI, est une loi française issue de la transposition en droit français de la directive européenne 2001/29/CE sur l'harmonisation de certains aspects du droit d'auteur et des droits voisins dans la société de l'information.
Ce texte a été adopté par l'Assemblée nationale et le Sénat le 30 juin 2006, avant d'être examiné par le Conseil constitutionnel qui en a supprimé certaines dispositions. Le texte, publié au Journal officiel le 3 août 2006, prévoit des amendes d'un montant de 300 000 euros ainsi que 3 ans de prison pour toute personne éditant un logiciel manifestement destiné à la mise à disposition du public non autorisée d'œuvres ou d'objets protégés, et jusqu'à 6 mois de prison et 30 000 euros d'amende pour toute personne diffusant ou facilitant la diffusion d'un logiciel permettant de casser les mesures techniques de protection (DRM, pour Digital Rights Management) qui selon ses défenseurs visent à empêcher la contrefaçon. Le projet de « licence globale », prévu en décembre 2005, n'a pas été retenu (mais reste au programme de plusieurs partis politiques), et le droit à la copie privée limité par les dispositifs DRM. La loi est officiellement applicable en France, certaines dispositions devant être précisées par les décrets d'application.
À cette loi ont fait suite sur le même sujet le rapport Olivennes et la loi Hadopi.
Ces différents textes régissent également le champ d'application de la copie privée, c'est-à-dire le droit à tout usager de procéder à la copie, l'enregistrement, la duplication et la sauvegarde pour strict usage personnel, des œuvres ou documents auquel il a légalement accès (à l'exclusion des supports, émissions ou fichiers contrefaits).

## Les avis préalables en amont du texte
Entre l'adoption de la directive EUCD et celle de la loi DADVSI, les institutions ont abordé le sujet du droit d'auteur dans la société de l'information.

### L'avis du Conseil économique et social
Le Conseil économique et social, dans son avis rendu les 7 et 8 juillet 2004 sur « Les droits d'auteurs », propose  de « qualifier de copie privée les téléchargements d’œuvres, au lieu de les assimiler systématiquement à du piratage. (...) Dans le cadre d’une licence légale délivrée aux Fournisseurs d’accès à l’Internet,(...) il s’agit de réduire au minimum le préjudice subi par les ayants droit par un système de compensation financière. »

### Les travaux du CSPLA
En octobre 2004, le Conseil supérieur de la propriété littéraire et artistique (CSPLA) constitue une commission sur « La distribution des contenus numériques en ligne » . 
Cette mission doit notamment « étudier attentivement la pertinence et les conditions de faisabilité » d'une licence légale appliquée à Internet. 
Constituée majoritairement de représentants des industries culturelles et des ayants droit, cette commission, dans son rapport, critiquera les solutions de type licence globale et mettra en avant le filtrage du P2P, la riposte graduée, les DRM, et la responsabilisation des fournisseurs de logiciels.

## Histoire

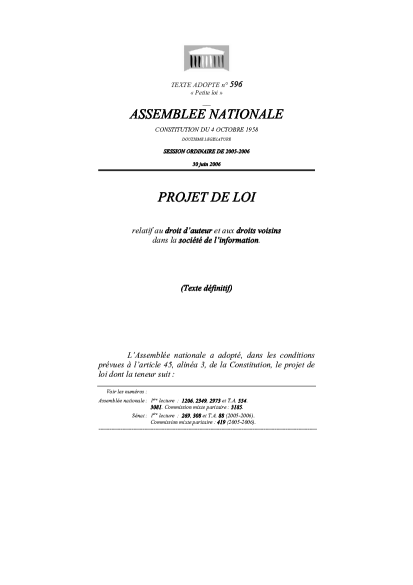
Première page du texte de loi

Le rapporteur à l'Assemblée nationale était le député Christian Vanneste. Le premier ministre, Dominique de Villepin, ayant déclaré l'urgence sur le texte, il n'y eut qu'une seule lecture à l'Assemblée nationale puis au Sénat de prévue. Adopté par l'Assemblée nationale en mars 2006 puis, après y avoir apporté quelques modifications, par le Sénat en mai 2006, il est ensuite passé dans les mains de la Commission mixte paritaire en juin 2006 afin d'aboutir à un texte commun. Ce texte a été adopté par l'Assemblée nationale et le Sénat le 30 juin 2006, et a ensuite été examiné par le Conseil constitutionnel qui a censuré certains passages. La loi a été promulguée le 1er août 2006 et publiée au Journal officiel le 3 août 2006.

## Contenu de la loi
La loi DADVSI contient 52 articles répartis en cinq titres.

### TitreI- Transposition des dispositions européennes

#### ChapitreI- Exceptions aux droits d'auteur et aux droits voisins
Ce chapitre contient six articles, qui créent ou modifient (articles 1, 2 et 3) les articles L. 122-3-1, L.122-5, L.122-7-1, L.211-3, L. 214-1, L.331-4  et L.342-3 du code de la propriété intellectuelle (CPI).
Ces modifications concernent notamment le droit d'exploitation et précisent les conditions :
- de représentation ou de reproduction dans le cadre de l'enseignement et de la recherche en échange d'une rémunération forfaitaire (à compter du 1er janvier 2009), ou pour des personnes handicapées (art. 1 pour le droit d'auteur, art. 2 pour les droits voisins, art. 3 pour l'extraction et la réutilisation des bases de données dans ce cadre),
- de reproduction par voie de presse, partielle ou totale, d'une œuvre d'art (art. 1). Cette reproduction est autorisée « dans un but exclusif d'information immédiate et en relation directe avec [cette œuvre d'art], sous réserve d'indiquer clairement le nom de l'auteur »,
- de stockage temporaire des œuvres par mise en cache, qu'effectuent par exemple les fournisseurs d'accès à Internet afin d'améliorer l'accès aux ressources du réseau,
- de la libre circulation au sein de l'Espace économique européen des biens qui y sont commercialisés (art. 4),
- du test en trois étapes : les exceptions au droit d'auteur de l'article L. 122-5 du CPI « ne peuvent porter atteinte à l'exploitation normale de l'œuvre ni causer un préjudice injustifié aux intérêts légitimes de l'auteur ». Il s'agit d'un principe déjà établi en jurisprudence par l'arrêt de la Cour de cassation du 28 février 2006[4].

Un amendement gouvernemental, rajouté in extremis, a introduit le principe d'une exception au droit d'auteur au bénéfice des bibliothèques essentiellement.
Le 8° de l'article L122-5 du code de la propriété intellectuelle autorise « la reproduction d'une œuvre et sa représentation effectuées à des fins de conservation ou destinées à préserver les conditions de sa consultation à des fins de recherche ou d'études privées par des particuliers, dans les locaux de l'établissement et sur des terminaux dédiés par des bibliothèques accessibles au public, par des musées ou par des services d'archives, sous réserve que ceux-ci ne recherchent aucun avantage économique ou commercial », l’avant dernier alinéa de ce même article précisant que cela ne doit pas « porter atteinte à l'exploitation normale de l'œuvre ni causer un préjudice injustifié aux intérêts légitimes de l'auteur ».
Par conséquent, la mise à disposition de la version numérisée de toute œuvre qui n'est plus disponible à la vente est possible pour les bibliothèques (œuvres non tombées dans le domaine public, mais ne figurant plus dans les catalogues d'ouvrages disponibles). Pour les ouvrages non tombés dans le domaine public, la numérisation de ces ouvrages supposerait l'obtention préalable d'une autorisation des éditeurs et des auteurs.
S’agissant des structures bénéficiant de l’exception au droit d’auteur parce qu’elles agissent au service de personnes handicapées, il existe deux niveaux d’agrément : d’une part l’agrément simple qui donne le droit d’adapter les œuvres et de les communiquer aux personnes handicapées, d’autre part l’habilitation à demander l'accès aux fichiers numériques des éditeurs déposés auprès de la Bibliothèque nationale de France investie de cette mission d’organisme dépositaire par le décret no 2009-131 du 6 février 2009.

#### ChapitreII- Durée des droits voisins
- L'article 7 contient des dispositions d'ordre technique relatives à la durée des droits patrimoniaux des artistes-interprètes et des producteurs de phonogrammes. Il modifie l'article L.211-4 du CPI.
- L'article 8 supprime une disposition du CPI qui prévoyait que, au décès d'un artiste-interprète, ses héritiers ne bénéficieraient plus de droits à rémunération pour les modes d'exploitation des œuvres audiovisuelles non prévus par les contrats antérieurs au 1er janvier 1986[8].

#### ChapitreIII- Commission de la copie privée
Le chapitre III contient deux articles et traite de la rémunération pour copie privée, qui est versée par les fabricants ou importateurs de supports d'enregistrement aux auteurs, artistes-interprètes et producteurs d'œuvres audiovisuelles. L'article 9 de la loi DADVSI précise que cette rémunération doit prendre en compte l'influence que les DRM peuvent avoir sur l'usage relevant de l'exception pour copie privée (article L. 311-4 du code de la propriété intellectuelle).

#### ChapitreIV- Mesures techniques de protection de l'information
Ce chapitre, qui comprend vingt articles, traite de la gestion des droits numériques (DRM).
- L'article 13 donne une définition des DRM.
- L'article 14 indique certaines limites aux DRM.
- L'article 16 reconnait le droit à la copie privée dans le cadre de la télévision numérique (par exemple au travers d'une box). C'est en quelque sorte le droit au magnétoscope numérique (article L331-11 du Code de la propriété intellectuelle ; CPI). Si cette possibilité n'est pas offerte, ou si la copie privée est possible mais restreinte (par exemple un nombre donné de copié) elle doit être clairement indiquée au consommateur (article L331-12 du CPI).
- L'article 17 définit le rôle, la composition et le mode de fonctionnement de L'Autorité de régulation des mesures techniques. Cette Autorité s'occupe des questions liées aux DRM.
- Les articles 19 et 20 évoquent la constatation d'une infraction aux droits d'auteur et droits voisins, et les actions possibles.
- L'article 21 annonce les peines pour promouvoir, fournir ou utiliser un logiciel pour regarder une œuvre illégalement : trois ans d'emprisonnement et de 300 000 euros d'amende.
- Les articles 22 & 23 annoncent les peines pour contourner les DRM : 3 750 euros d'amende.

Ils annoncent les peines pour procurer les moyens de ce contournement : six mois d'emprisonnement et de 30 000 euros d'amende.
- L'article 28 évoque la prévention par les fournisseurs d'accès à Internet (FAI).
- L'article 29 reconnait la protection des DRM des bases de données.

### TitreII- Agents de l'État, collectivités territoriales et établissements publics à caractère administratif
Ce titre compte trois articles.
- L'article 31 reprend la définition du droit d'auteur tel qu'il est décrit dans le Code le la propriété intellectuelle (CPI, article 111-1).

Il restreint un certain nombre des droits d'auteur quand ceux-ci sont applicables à des agents de l'État dans l'exercice de leur fonction (par exemple un artiste créant une pièce ou un billet de banque, etc).
- L'article 32 détaille les restrictions aux droits d'auteur des agents de l'État.

Ils ne peuvent s'opposer à la modification de l'œuvre. Ils ne peuvent exercer leur droit de repentir ou de retrait (des droits moraux institués par le CPI) sans l'accord de leur hiérarchie.
- L'article 33 évoque les rémunérations liées à l'exploitation éventuelle d'une œuvre. L'État n'a pas d'obligation à rétribuer son agent. Mais il peut le faire s'il le décide.

### TitreIII- Sociétés de perception et de répartition des droits (SPRD)
Le titre compte cinq articles (34 à 38).
- L'article 34 définit la constitution d'une SPRD.
- L'article 35 prévoit le contrôle des comptes des SPRD.
- L'article 38 évoque la rémunération des auteurs d'une œuvre en contrepartie d'une cession totale ou partielle de leurs droits.

### TitreIV- Dépôt légal
Le titre IV de la loi comprend les articles 39 à 47 et réforme le dépôt légal. Il modifie le Code du patrimoine et divers textes. Les principales nouveautés touchent à deux domaines, les autres modifications apportées étant des modifications « techniques » (modification de références à des textes abrogés, clarification de rédaction).

#### Dépôt légal de sites web
La loi DADVSI complète le champ d'action du dépôt légal en prévoyant la conservation de sites web, dans le but de participer à l'archivage du Web. L'alinéa de l'article L. 131-2 du code prévoit que « Sont également soumis au dépôt légal les signes, signaux, écrits, images, sons ou messages de toute nature faisant l’objet d’une communication au public par voie électronique. » Cette formule est reprise du Code des postes et des communications électroniques tel qu'il a été modifié en 2004 et désigne donc précisément l'Internet.
L'option retenue pour ce dépôt est celui de l'aspiration de sites web, comme l'indique l'article L. 132-2-1, qui parle de « collecte selon des procédures automatiques », tout en évoquant la possibilité de déterminer d'autres modalités en accord avec les éditeurs, pour le cas où la méthode automatique ne permettrait pas d'inclure certains sites.
Les organismes chargés de ce dépôt légal sont la Bibliothèque nationale de France et l'Institut national de l'audiovisuel, avec la coopération du Conseil supérieur de l'audiovisuel et des gestionnaires de noms de domaines.
Le décret publié le 19 décembre 2011 précise le périmètre de collecte : il concerne les sites enregistrés sous le nom de domaine .fr ou tout autre nom de domaine national (.re, .nc), ainsi que les sites enregistrés par une personne domiciliée en France ou produits sur le territoire français.

#### Dépôt légal et propriété intellectuelle
La loi renforce le principe selon lequel le dépôt légal ne doit pas porter préjudice au droit d'auteur et aux droits voisins. Elle précise ainsi les conditions de reproduction et de consultation des documents issus du dépôt légal. La loi prévoit aussi qu'un document déposé peut être transféré sur un autre support, ce qui auparavant pouvait être considéré comme une atteinte au droit moral de l'auteur.
S'agissant des droits voisins et notamment de ceux des artistes interprètes, la loi prévoit désormais que ces derniers ne pourront s'opposer à la constitution d'archives audiovisuelles mais que cette constitution doit faire l'objet d'une rémunération par l'Institut national de l'audiovisuel.

### TitreV- Divers
Il traite de l'application du texte aux territoires et collectivités d'Outre-mer ainsi que de la non-rétroactivité de certaines dispositions relatives à la durée des droits.

## Polémiques au sujet de la loi DADVSI
En marge des débats de fond qui ont accompagné sa mise en place, la loi DADVSI a également fait l'objet de polémiques, portant en particulier sur la rémunération des artistes, la surveillance d'Internet, la copie privée et la réglementation de certains logiciels, en particulier libres.
Le questionnaire de l'April proposé aux candidats à l'élection présidentielle de 2007 portait notamment sur les points controversés de la loi DADVSI.

#### Débats de l'Assemblée nationale
- Retranscription de la séance du mardi 20 à l'Assemblée nationale
- Retranscription de la séance du mercredi 21 à l'Assemblée nationale